# ジャスト・イン・タイム (曲)
「ジャスト・イン・タイム」は、ジューリー・スタインが作曲を、ベティ・コムデンとアドルフ・グリーンが歌詞を書いたスタンダードナンバー。 1956年にミュージカル「ベルズ・アー・リンギング」でジュディ・ホリデイとシドニー・チャップリンによって紹介された。 ジュディホリデイとディーン・マーティンは、ベルズアーリンギングの1960年の映画で歌を歌った。マーティンは彼の1960年のアルバムにこの曲を収録した。 トニー・ベネットは1956年にこの曲を初録音し、以降2021年に95歳でラジオシティミュージックホールで引退するまでこの曲を歌い続けた。

## 主な収録アーティスト
- ディーン・マーティン
- バーブラ・ストライサンド
- トニー・ベネット
- フランク・シナトラ
- オスカー・ピーターソン
- ブロッサム・ディアリー
- ペギー・リー
- エディ・フィッシャー